# Wilhelm Armbrecht
Wilhelm Armbrecht (* 24. Juli 1898 in Dorste; † 21. Januar 1972 ebenda) war ein deutscher Politiker. 
Nach dem Volksschulbesuch absolvierte er eine Lehre zum Tischler, die er als Meister abschloss. Als Abgeordneter der SPD, deren Mitglied er seit 1947 war, gehörte er von der 1. bis zur 5. Wahlperiode (20. April 1947 bis zum 5. Juni 1967) dem Niedersächsischen Landtag an.